# اعلام استقلال جمهوری دموکراتیک ویتنام
اعلام استقلال جمهوری دموکراتیک ویتنام (ویتنامی: Tuyên ngôn độc lập Việt Nam Dân chủ Cộng hòa) توسط هو شی مین نوشته شد، و در هانوی در ۲ سپتامبر ۱۹۴۵ به‌طور عمومی اعلام شد. این منجر به تأسیس جمهوری دموکراتیک در ویتنام شمالی، جایگزین سلسله نگوین شد.